# 肯尼 (澳大利亚首都特区)
肯尼（英语：Kenny），是位于堪培拉下属甘加林城区南部的一个郊区。北邻斯罗斯比，东望沃森，南为米切尔，西为富兰克林。距离甘加林镇中心和堪培拉市中心约为4公里和8公里。该区得名于澳大利亚人伊丽莎白·肯尼，她是肌肉康复实验的先驱，也是物理治疗的奠基人。

## 历史
肯尼的部分地区目前由乡村地产本多拉和堪培拉公园占用。堪培拉公园由威廉·吉恩建立，他曾为邓特伦的乔治·坎贝尔工作，并从 1859年起就住在布伦德尔小屋。这座小屋以后来的居民乔治·布伦德尔的名字命名，该小屋在20世纪60年代前的莫隆格洛附近。河从此流入伯利格里芬湖。农夫威廉·吉恩和他的家人是第一个住在农舍的人，堪培拉公园确立时离开。

## 地质
苏利文溪的一部分位于该区，流入米切尔。最低点海拔为582米。东边为一较高缓坡，小溪流向西南。该区相当平坦。该地区的地质为志留纪中期堪培拉组的泥岩和页岩。小溪周围有大量冲积土。